# Puerto Octay
Puerto Octay är en kommun i Chile.   Den ligger i provinsen Provincia de Osorno och regionen Región de Los Lagos, i den södra delen av landet, 800 km söder om huvudstaden Santiago de Chile.
I omgivningarna runt Puerto Octay växer i huvudsak blandskog. Runt Puerto Octay är det mycket glesbefolkat, med 5 invånare per kvadratkilometer.